# Le Petit Indien
Pour plus de détails, voir Fiche technique et Distribution.
Le Petit Indien ou Le Petit Hiawatha au Québec (Little Hiawatha) est un court métrage d'animation américain de la série des Silly Symphonies, réalisé par David Hand, produit par Walt Disney pour RKO Radio Pictures, et sorti le 15 mai 1937. Le film se base sur le poème en prose The Song of Hiawatha (1855) d'Henry Wadsworth Longfellow.

## Synopsis
Descendant la rivière sur son canoë, le petit indien Hiawatha, se prenant pour un fier guerrier, accoste sur la rive et tente de chasser les animaux de la forêt. Mais ceux-ci, loin d'avoir peur de lui, s'amusent à observer ses efforts pour chasser une sauterelle...
Le petit indien et sa crapulette, se sont charmés, se sont parlé et je crois qu'ils s'apprécient ...
Par erreur il essaie de prendre en chasse un jeune ourson mais la mère de ce dernier est en colère contre lui et les animaux portent assistance au petit Indien.

## Fiche technique
- Titre original : Little Hiawatha
- Autres Titres[3] :
  -  Allemagne : Klein Adlerauge
  -  Finlande : Pikku Hiawatha
  -  France : Le Petit Indien
  -  Québec : Le Petit Hiawatha
  -  Suède : Hiawatha, djurens broder, Lille Hiawatha et Lille indianen
- Série : Silly Symphonies
- Réalisateur : David Hand
- Scénario[2] : Merril De Marris, Chuck Couch, George Stallings
- Voix[2] : Gayne Whitman (narrateur), The Coquettes (trio vocal[4])
- Animateurs[2] : Bob Wickersham, Louie Schmitt, Dick Huemer, Frank Thomas, Eddie Strickland, Ugo D'Orsi
  - Assistant : Olly Johnston[3]
- Conception des personnages : Charlie Thorson
- Conception artistique : Gustaf Tenggren
- Producteur : Walt Disney
- Distributeur : RKO Radio Pictures
- Date de sortie[3],[5] : 15 mai 1937
- Autres Dates[2] :
  - Annoncée : 15 mai 1937
  - Dépôt de copyright : 5 mai 1937
  - Première mondiale : 15 au 21 mai 1936 au Palace de Dallas (Texas) en première partie de Le Prince et le Pauvre de William Keighley.
  - Première à Los Angeles : 11 août 1937 au Grauman's Chinese Theatre et Loew's Stare en première partie de Topper de Norman Z. McLeod
  - Première à New York : 28 octobre au 3 novembre 1937 au Radio City Music Hall en première partie de Victoria the Great de Herbert Wilcox
- Format d'image : couleur (Technicolor[3])
- Son : Mono
- Musique[2] : Albert Hay Malotte
  - Extrait de Home! Sweet Home! (1823) d'Henry Rowley
- Durée : 9 min 09 s[2]
- Langue : (en)
- Pays :  États-Unis

## Commentaires
Hiawatha aura une série en bandes dessinées à partir de 1940. Et Disney avait envisagé d'en faire un long métrage en prise de vue réelle.
Ce film a fait l'objet d'une parodie produite par Warner Bros., Hiawatha's Rabbit Hunt (1941) avec Bugs Bunny dans le rôle du lapin.